# Expectations
Expectations ist das Debütalbum der US-amerikanischen Sängerin Bebe Rexha. Es erschien am 22. Juni 2018.

## Hintergrund
Nach der kommerziell erfolglosen EP I Don’t Wanna Grow Up schaffte es Bebe Rexha im Jahre 2017, sich mit ihren beiden Nachfolgewerken All Your Fault: Pt. 1 und All Your Fault: Pt. 2 in den US-amerikanischen Charts zu platzieren. Dadurch wurde die Künstlerin, die bereits 2013 als Autorin des Nummer-eins-Hits The Monster von Eminem und Rihanna sowie durch Gastbeiträge auf Liedern anderer Interpreten Aufmerksamkeit erhielt, vor allem im Heimatland der Musikerin auch als Solosängerin zum Begriff. Expectations stellt die erste Veröffentlichung Rexhas in vollwertiger Albumlänge dar, und wurde von der Musikpresse heiß erwartet.
Produziert wurde das Album von Jason Evigan, Jussifer, Dre Pinckney, Triangle Park, David Garcia, Captain Cuts, Andrew Wells, The Monsters & Strangerz, German, Hit-Boy, Louis Bell, The Stereotypes und Willshire. Als Gastinterpreten treten auf dem Werk Quavo, Tory Lanez und Florida Georgia Line auf. Bebe Rexha war als Songwriterin an sämtlichen Titeln beteiligt; auf sechs davon wurde sie von Lauren Christy unterstützt. Zudem betätigten sich auf allen Liedern noch diverse zusätzliche Co-Autoren.
Aus dem Album wurden drei Singles ausgekoppelt: I Got You, Meant to Be und I’m a Mess. Zweitgenanntes Lied, welches sich bereits auf All Your Fault: Pt. 2 befand, war in mehreren Ländern ein Top-Ten-Hit, der sich in einigen Jahresendlisten positionierte, unter anderem in den USA, wo es Platz 2 der Hitparade erreichen konnte und der dritterfolgreichste Titel des Jahres 2018 wurde. Auch die anderen beiden Singles waren in diversen Ländern von unterschiedlich großen kommerziellen Erfolgen gekrönt. Im deutschsprachigen Raum verkauften sich alle drei Songs im internationalen Vergleich lediglich moderat.

## Inhalt
Bei Expectations handelt es sich um ein Popalbum, welches durch Einbindungen sowohl der Country-, als auch der Alternative-Rock-Musik auffällt. Die Sängerin präsentiert sich auf mehreren Liedern als Antiheldin und thematisiert ihre eigene Fehlbarkeit und ihre Eigenheiten, oftmals mit Stolz. Zentrale Motive der Texte sind Depressionen, Unberechenbarkeit und mangelnde Selbstbeherrschung.

## Artwork
Das Covermotiv zeigt von den Schultern aufwärts ein Schwarzweißfoto der Musikerin mit hell gefärbten, langen Haaren, die ihr rechtes Auge überdecken. Sie trägt Eyeliner und ein dunkles, mit Strasssteinen besetztes Oberteil. Umrandet ist die Aufnahme von einem dicken, schwarzen Rahmen. Auf jeder Seite dessen steht jeweils zweimal nebeneinander der Albumtitel in schattiertem Grau. Noch weiter außerhalb steht der Name der Künstlerin, wesentlich kleiner und in Weiß. Lediglich am unteren Rand sind beide Schriftzüge nicht auf das Foto von Bebe Rexha gerichtet.

## Titelliste
| Nr. | Titel                                    | Länge |
| --- | ---------------------------------------- | ----- |
| 1.  | Ferrari                                  | 3:32  |
| 2.  | I’m a Mess                               | 3:15  |
| 3.  | 2 Souls on Fire (feat. Quavo)            | 2:49  |
| 4.  | Shining Star                             | 3:06  |
| 5.  | Knees                                    | 3:26  |
| 6.  | I Got You                                | 3:11  |
| 7.  | Self Control                             | 2:54  |
| 8.  | Sad                                      | 3:05  |
| 9.  | Mine                                     | 2:51  |
| 10. | Steady (feat. Tory Lanez)                | 3:14  |
| 11. | Don’t Get Any Closer                     | 2:48  |
| 12. | Grace                                    | 3:16  |
| 13. | Pillow                                   | 3:36  |
| 14. | Meant to Be (feat. Florida Georgia Line) | 2:43  |

| Nr. | Titel                                                | Länge |
| --- | ---------------------------------------------------- | ----- |
| 1.  | Ferrari                                              | 3:32  |
| 2.  | I’m a Mess                                           | 3:15  |
| 3.  | 2 Souls on Fire (feat. Quavo)                        | 2:49  |
| 4.  | Shining Star                                         | 3:06  |
| 5.  | Knees                                                | 3:26  |
| 6.  | I Got You                                            | 3:11  |
| 7.  | Self Control                                         | 2:54  |
| 8.  | Sad                                                  | 3:05  |
| 9.  | Mine                                                 | 2:51  |
| 10. | Steady (feat. Tory Lanez)                            | 3:14  |
| 11. | Don’t Get Any Closer                                 | 2:48  |
| 12. | Grace                                                | 3:16  |
| 13. | Pillow                                               | 3:36  |
| 14. | Meant to Be (feat. Florida Georgia Line)             | 2:43  |
| 15. | I Can’t Stop Drinking About You (Chainsmokers Remix) | 4:23  |
| 16. | I Got You (Cheat Codes Remix)                        | 3:19  |

## Kritiken
Expectations erhielt überwiegend positive Kritiken. Gelobt wurde vor allem das Spielen mit Elementen anderer Genres ohne den Ohrwurmcharakter des Pop zu vernachlässigen, sowie die Texte, in denen sich die Sängerin nicht als perfektes Starlet darstelle, sondern als Beobachterin und Erzählerin einer nihilistischen Szenerie. Der Gesang der Musikerin wurde unter anderem mit Ellie Goulding und Sia verglichen, die Lieder würden sich jedoch durch ihre musikalischen Einflüsse sowie ihre düsteren Themen und Gefühle von diesen abheben und eine erfrischende Abwechslung von anderen Popsongs bieten.

## Kommerzieller Erfolg

### Chartplatzierungen
Trotz der großen Popularität des Stückes Meant to Be war Expectations international lediglich ein moderater bis mäßiger kommerzieller Erfolg. In den USA schlug es sich am besten; es erreichte Platz 13 und wurde mit einer Platin-Schallplatte ausgezeichnet. In Deutschland, Österreich und der Schweiz kletterte es auf die Positionen 55, 71 und 31; im Vereinigten Königreich auf Nummer 33. Es gelang ihm jedoch nicht, in einem Land die Top Ten zu erreichen.
| ChartsChartplatzierungen       | Höchstplatzierung | Wochen |
| ------------------------------ | ----------------- | ------ |
| Deutschland (GfK)              | 55 (1 Wo.)        | 1      |
| Österreich (Ö3)                | 71 (1 Wo.)        | 1      |
| Schweiz (IFPI)                 | 31 (1 Wo.)        | 1      |
| Vereinigte Staaten (Billboard) | 13 (62 Wo.)       | 62     |
| Vereinigtes Königreich (OCC)   | 33 (3 Wo.)        | 3      |

| ChartsJahrescharts (2018)      | Platzierung |
| ------------------------------ | ----------- |
| Vereinigte Staaten (Billboard) | 147         |

| ChartsJahrescharts (2019)      | Platzierung |
| ------------------------------ | ----------- |
| Vereinigte Staaten (Billboard) | 142         |

### Auszeichnungen für Musikverkäufe
| Land/Region               | Auszeichnungen für Musikverkäufe (Land/Region, Auszeichnung, Verkäufe) | Verkäufe  |
| ------------------------- | ---------------------------------------------------------------------- | --------- |
| Kanada (MC)               | 2× Platin                                                              | 160.000   |
| Neuseeland (RMNZ)         | Platin                                                                 | 15.000    |
| Niederlande (NVPI)        | Gold                                                                   | 20.000    |
| Norwegen (IFPI)           | Platin                                                                 | 20.000    |
| Singapur (RIAS)           | Gold                                                                   | 5.000     |
| Vereinigte Staaten (RIAA) | Platin                                                                 | 1.000.000 |
| Insgesamt                 | 2× Gold · 5× Platin ·                                                  | 1.220.000 |

Hauptartikel: Bebe Rexha/Auszeichnungen für Musikverkäufe